# Eleições presidenciais portuguesas de 2016 no distrito de Castelo Branco
| Eleições presidenciais portuguesas de 2016 Distritos: Aveiro \| Beja \| Braga \| Bragança \| Castelo Branco \| Coimbra \| Évora \| Faro \| Guarda \| Leiria \| Lisboa \| Portalegre \| Porto \| Santarém \| Setúbal \| Viana do Castelo \| Vila Real \| Viseu \| Açores \| Madeira \| Estrangeiro |

## Resultados por Concelho
Os resultados nos concelhos do Distrito de Castelo Branco foram os seguintes:

### Belmonte
| Candidato               | Candidato                | Votos | %               |
| ----------------------- | ------------------------ | ----- | --------------- |
|                         | Marcelo Rebelo de Sousa  | 1 208 | 44,79 / 100,00  |
|                         | António Sampaio da Nóvoa | 741   | 27,47 / 100,00  |
|                         | Marisa Matias            | 379   | 14,05 / 100,00  |
|                         | Maria de Belém Roseira   | 140   | 5,19 / 100,00   |
|                         | Vitorino Silva           | 82    | 3,04 / 100,00   |
|                         | Edgar Silva              | 78    | 2,89 / 100,00   |
|                         | Paulo de Morais          | 42    | 1,56 / 100,00   |
|                         | Henrique Neto            | 18    | 0,67 / 100,00   |
|                         | Jorge Sequeira           | 5     | 0,19 / 100,00   |
|                         | Cândido Ferreira         | 4     | 0,15 / 100,00   |
| Votos Inválidos         | Votos Inválidos          | 82    | 2,95 / 100,00   |
| Total                   | Total                    | 2 779 | 100,00 / 100,00 |
| Eleitorado/Participação | Eleitorado/Participação  | 6 492 | 42,81 / 100,00  |

| Freguesia                   | %     | %     | %     | %    | %    | %    | %    | %    | %    | %    | Votantes |
| Freguesia                   | MRS   | ASN   | MM    | MBR  | VS   | ES   | PM   | HN   | JS   | CF   | Votantes |
| --------------------------- | ----- | ----- | ----- | ---- | ---- | ---- | ---- | ---- | ---- | ---- | -------- |
| Belmonte e Colmeal da Torre | 41,71 | 28,85 | 16,12 | 4,86 | 2,66 | 3,53 | 1,60 | 0,40 | 0,13 | 0,13 | 1 546    |
| Caria                       | 50,53 | 24,87 | 11,32 | 5,00 | 3,16 | 1,71 | 1,58 | 1,32 | 0,26 | 0,26 | 783      |
| Inguias                     | 51,62 | 25,99 | 10,11 | 5,42 | 4,33 | 1,81 | 0,36 | 0    | 0,36 | 0    | 284      |
| Maçainhas                   | 34,59 | 29,56 | 14,47 | 8,81 | 3,77 | 4,40 | 3,14 | 1,26 | 0    | 0    | 166      |
| Belmonte                    | 44,79 | 27,47 | 14,05 | 5,19 | 3,04 | 2,89 | 1,56 | 0,67 | 0,19 | 0,15 | 2 779    |

### Castelo Branco
| Candidato               | Candidato                | Votos  | %               |
| ----------------------- | ------------------------ | ------ | --------------- |
|                         | Marcelo Rebelo de Sousa  | 12 270 | 49,76 / 100,00  |
|                         | António Sampaio da Nóvoa | 6 744  | 27,35 / 100,00  |
|                         | Marisa Matias            | 2 490  | 10,10 / 100,00  |
|                         | Maria de Belém Roseira   | 1 306  | 5,30 / 100,00   |
|                         | Vitorino Silva           | 606    | 2,46 / 100,00   |
|                         | Paulo de Morais          | 479    | 1,94 / 100,00   |
|                         | Edgar Silva              | 435    | 1,76 / 100,00   |
|                         | Henrique Neto            | 192    | 0,78 / 100,00   |
|                         | Cândido Ferreira         | 79     | 0,32 / 100,00   |
|                         | Jorge Sequeira           | 58     | 0,24 / 100,00   |
| Votos Inválidos         | Votos Inválidos          | 574    | 2,28 / 100,00   |
| Total                   | Total                    | 25 233 | 100,00 / 100,00 |
| Eleitorado/Participação | Eleitorado/Participação  | 50 420 | 50,05 / 100,00  |

| Freguesia                        | %     | %     | %     | %     | %    | %    | %     | %    | %    | %    | Votantes |
| Freguesia                        | MRS   | ASN   | MM    | MBR   | VS   | PM   | ES    | HN   | CF   | JS   | Votantes |
| -------------------------------- | ----- | ----- | ----- | ----- | ---- | ---- | ----- | ---- | ---- | ---- | -------- |
| Alcains                          | 42,03 | 34,99 | 11,51 | 4,98  | 2,72 | 1,23 | 1,34  | 0,51 | 0,41 | 0,26 | 2 005    |
| Almaceda                         | 53,36 | 21,81 | 5,70  | 8,05  | 2,01 | 1,68 | 2,35  | 3,36 | 1,34 | 0,34 | 303      |
| Benquerenças                     | 41,77 | 29,88 | 7,62  | 10,37 | 3,05 | 3,66 | 1,22  | 1,52 | 0,61 | 0,30 | 336      |
| Castelo Branco                   | 52,22 | 26,20 | 10,05 | 3,94  | 2,36 | 2,41 | 1,75  | 0,72 | 0,16 | 0,19 | 15 431   |
| Cebolais de Cima e Retaxo        | 35,45 | 34,29 | 11,91 | 7,49  | 3,07 | 1,63 | 4,51  | 0,67 | 0,67 | 0,29 | 1 066    |
| Escalos de Baixo e Mata          | 40,69 | 30,13 | 12,09 | 9,98  | 2,30 | 0,96 | 1,34  | 0,77 | 1,34 | 0,38 | 535      |
| Escalos de Cima e Lousa          | 39,74 | 34,81 | 10,91 | 8,05  | 2,73 | 1,30 | 0,78  | 1,04 | 0,26 | 0,39 | 791      |
| Freixial e Juncal do Campo       | 47,03 | 25,05 | 12,09 | 7,47  | 4,40 | 0,66 | 1,54  | 0,88 | 0,66 | 0,22 | 470      |
| Lardosa                          | 44,84 | 28,06 | 14,63 | 4,56  | 3,36 | 1,44 | 1,92  | 0,48 | 0,24 | 0,48 | 422      |
| Louriçal do Campo                | 51,62 | 31,41 | 7,22  | 4,69  | 2,53 | 0,36 | 0,36  | 1,08 | 0    | 0,72 | 277      |
| Malpica do Tejo                  | 20,59 | 44,96 | 4,62  | 13,87 | 1,68 | 1,26 | 10,50 | 0    | 1,68 | 0,84 | 239      |
| Monforte da Beira                | 41,04 | 33,58 | 1,49  | 17,16 | 0,75 | 0,75 | 0,75  | 2,99 | 1,49 | 0    | 137      |
| Ninho do Açor e Sobral do Campo  | 42,53 | 28,09 | 15,72 | 7,47  | 2,06 | 0,77 | 2,06  | 0,77 | 0,52 | 0    | 402      |
| Póvoa de Rio de Moinhos e Cafede | 50,24 | 22,38 | 13,81 | 7,86  | 2,62 | 1,43 | 0,71  | 0,48 | 0,24 | 0,24 | 437      |
| Salgueiro do Campo               | 47,24 | 29,50 | 8,15  | 6,47  | 4,08 | 1,44 | 0,96  | 1,20 | 0,72 | 0,24 | 428      |
| Santo André das Tojeiras         | 63,69 | 16,31 | 5,54  | 9,54  | 1,23 | 0,92 | 0,92  | 0,31 | 0,62 | 0,92 | 334      |
| São Vicente da Beira             | 57,99 | 20,77 | 8,95  | 5,75  | 2,08 | 0,80 | 1,92  | 0,80 | 0,64 | 0,32 | 635      |
| Sarzedas                         | 64,75 | 16,26 | 5,47  | 9,78  | 1,29 | 0,72 | 0,29  | 1,15 | 0,29 | 0    | 716      |
| Tinalhas                         | 54,34 | 26,42 | 7,92  | 6,79  | 2,64 | 0    | 0     | 1,13 | 0,38 | 0,38 | 269      |
| Castelo Branco                   | 49,76 | 27,35 | 10,10 | 5,30  | 2,46 | 1,94 | 1,76  | 0,78 | 0,32 | 0,24 | 25 233   |

### Covilhã
| Candidato               | Candidato                | Votos  | %               |
| ----------------------- | ------------------------ | ------ | --------------- |
|                         | Marcelo Rebelo de Sousa  | 9 300  | 39,71 / 100,00  |
|                         | António Sampaio da Nóvoa | 7 509  | 32,06 / 100,00  |
|                         | Marisa Matias            | 3 006  | 12,84 / 100,00  |
|                         | Maria de Belém Roseira   | 1 215  | 5,19 / 100,00   |
|                         | Edgar Silva              | 1 034  | 4,42 / 100,00   |
|                         | Vitorino Silva           | 618    | 2,64 / 100,00   |
|                         | Paulo de Morais          | 471    | 2,01 / 100,00   |
|                         | Henrique Neto            | 157    | 0,67 / 100,00   |
|                         | Jorge Sequeira           | 59     | 0,25 / 100,00   |
|                         | Cândido Ferreira         | 51     | 0,22 / 100,00   |
| Votos Inválidos         | Votos Inválidos          | 518    | 2,16 / 100,00   |
| Total                   | Total                    | 23 938 | 100,00 / 100,00 |
| Eleitorado/Participação | Eleitorado/Participação  | 48 337 | 49,52 / 100,00  |

| Freguesia                        | %     | %     | %     | %     | %     | %    | %    | %    | %    | %    | Votantes |
| Freguesia                        | MRS   | ASN   | MM    | MBR   | ES    | VS   | PM   | HN   | JS   | CF   | Votantes |
| -------------------------------- | ----- | ----- | ----- | ----- | ----- | ---- | ---- | ---- | ---- | ---- | -------- |
| Aldeia de São Francisco de Assis | 33,33 | 34,88 | 15,12 | 7,36  | 2,71  | 3,49 | 1,55 | 0,39 | 0,78 | 0,39 | 264      |
| Barco e Coutada                  | 50,87 | 27,18 | 8,98  | 6,73  | 1,25  | 3,99 | 1,00 | 0    | 0    | 0    | 417      |
| Boidobra                         | 36,55 | 31,65 | 14,34 | 5,46  | 5,04  | 3,12 | 2,91 | 0,71 | 0,21 | 0    | 1 444    |
| Cantar-Galo e Vila do Carvalho   | 27,12 | 42,68 | 15,56 | 5,10  | 4,43  | 2,58 | 1,23 | 0,62 | 0,31 | 0,37 | 1 650    |
| Casegas e Ourondo                | 48,50 | 29,34 | 6,89  | 6,89  | 3,89  | 3,29 | 0,60 | 0    | 0,60 | 0    | 344      |
| Cortes do Meio                   | 31,37 | 37,75 | 16,91 | 3,43  | 3,92  | 2,94 | 1,72 | 1,23 | 0,25 | 0,49 | 411      |
| Covilhã e Canhoso                | 41,16 | 32,64 | 11,92 | 4,88  | 3,56  | 2,47 | 2,35 | 0,68 | 0,15 | 0,18 | 8 985    |
| Dominguizo                       | 44,78 | 26,76 | 16,13 | 7,59  | 1,90  | 1,33 | 0,57 | 0,57 | 0,19 | 0,19 | 541      |
| Erada                            | 43,92 | 26,11 | 17,21 | 3,86  | 2,08  | 3,26 | 1,19 | 1,19 | 0,30 | 0,89 | 349      |
| Ferro                            | 39,08 | 30,38 | 13,89 | 6,56  | 3,36  | 3,51 | 2,29 | 0,46 | 0    | 0,46 | 669      |
| Orjais                           | 41,75 | 37,50 | 9,00  | 5,50  | 1,25  | 3,75 | 0    | 0,75 | 0,25 | 0,25 | 409      |
| Paul                             | 45,99 | 28,37 | 10,89 | 3,72  | 4,30  | 4,01 | 2,15 | 0,43 | 0,14 | 0    | 715      |
| Peraboa                          | 53,05 | 24,87 | 11,17 | 3,55  | 1,52  | 4,06 | 0,76 | 0,76 | 0,25 | 0    | 399      |
| Peso e Vales do Rio              | 50,78 | 23,98 | 11,85 | 5,50  | 3,53  | 1,97 | 0,71 | 1,13 | 0,14 | 0,42 | 731      |
| São Jorge da Beira               | 40,51 | 34,41 | 7,72  | 8,68  | 3,22  | 3,22 | 0,32 | 1,29 | 0,32 | 0,32 | 323      |
| Sobral de São Miguel             | 49,28 | 22,49 | 15,31 | 6,22  | 2,39  | 1,44 | 1,44 | 0,96 | 0,48 | 0    | 214      |
| Teixoso e Sarzedo                | 37,07 | 34,03 | 14,10 | 6,48  | 2,24  | 2,34 | 2,49 | 0,70 | 0,25 | 0,30 | 2 060    |
| Tortosendo                       | 37,57 | 28,30 | 12,46 | 4,30  | 12,11 | 1,79 | 2,29 | 0,54 | 0,47 | 0,18 | 2 837    |
| Unhais da Serra                  | 34,58 | 37,26 | 15,20 | 3,87  | 3,13  | 3,58 | 0,89 | 0,75 | 0,60 | 0,15 | 687      |
| Vale Formoso e Aldeia do Souto   | 42,76 | 25,33 | 12,83 | 4,28  | 3,29  | 3,62 | 5,26 | 0,99 | 0,99 | 0,66 | 324      |
| Verdelhos                        | 35,22 | 27,67 | 20,13 | 10,06 | 1,26  | 4,40 | 0,63 | 0,63 | 0    | 0    | 165      |
| Covilhã                          | 39,71 | 32,06 | 12,84 | 5,19  | 4,42  | 2,64 | 2,01 | 0,67 | 0,25 | 0,22 | 23 938   |

### Fundão
| Candidato               | Candidato                | Votos  | %               |
| ----------------------- | ------------------------ | ------ | --------------- |
|                         | Marcelo Rebelo de Sousa  | 6 228  | 47,68 / 100,00  |
|                         | António Sampaio da Nóvoa | 3 551  | 27,19 / 100,00  |
|                         | Marisa Matias            | 1 611  | 12,33 / 100,00  |
|                         | Maria de Belém Roseira   | 668    | 5,11 / 100,00   |
|                         | Vitorino Silva           | 388    | 2,97 / 100,00   |
|                         | Paulo de Morais          | 228    | 1,75 / 100,00   |
|                         | Edgar Silva              | 185    | 1,42 / 100,00   |
|                         | Henrique Neto            | 143    | 1,09 / 100,00   |
|                         | Cândido Ferreira         | 46     | 0,35 / 100,00   |
|                         | Jorge Sequeira           | 14     | 0,11 / 100,00   |
| Votos Inválidos         | Votos Inválidos          | 298    | 2,24 / 100,00   |
| Total                   | Total                    | 13 360 | 100,00 / 100,00 |
| Eleitorado/Participação | Eleitorado/Participação  | 27 995 | 47,72 / 100,00  |

| Freguesia                           | %     | %     | %     | %     | %    | %    | %    | %    | %    | %    | Votantes |
| Freguesia                           | MRS   | ASN   | MM    | MBR   | VS   | PM   | ES   | HN   | CF   | JS   | Votantes |
| ----------------------------------- | ----- | ----- | ----- | ----- | ---- | ---- | ---- | ---- | ---- | ---- | -------- |
| Alcaide                             | 40,24 | 31,53 | 13,81 | 6,31  | 4,80 | 0,90 | 1,20 | 0,60 | 0,60 | 0    | 345      |
| Alcaria                             | 45,78 | 26,52 | 11,20 | 7,86  | 4,52 | 0,98 | 0,98 | 0,98 | 0,98 | 0,20 | 517      |
| Alcongosta                          | 43,09 | 30,49 | 9,35  | 8,94  | 3,66 | 0    | 2,85 | 1,22 | 0,41 | 0    | 247      |
| Alpedrinha                          | 55,68 | 23,61 | 9,13  | 6,90  | 1,56 | 0,22 | 1,11 | 0,89 | 0,45 | 0,45 | 460      |
| Barroca                             | 53,97 | 25,40 | 6,35  | 6,35  | 2,38 | 0    | 3,17 | 1,98 | 0,40 | 0    | 259      |
| Bogas de Cima                       | 69,89 | 17,61 | 5,11  | 4,55  | 0,57 | 1,14 | 0,57 | 0,57 | 0    | 0    | 184      |
| Capinha                             | 47,26 | 21,39 | 9,95  | 9,95  | 4,48 | 1,49 | 5,47 | 0    | 0    | 0    | 208      |
| Castelejo                           | 53,08 | 22,25 | 13,67 | 4,02  | 4,02 | 1,61 | 0,54 | 0,80 | 0    | 0    | 379      |
| Castelo Novo                        | 55,49 | 24,86 | 10,40 | 2,89  | 1,73 | 2,31 | 1,73 | 0,58 | 0    | 0    | 174      |
| Enxames                             | 30,77 | 29,91 | 23,93 | 2,99  | 4,27 | 3,85 | 1,28 | 2,14 | 0,85 | 0    | 243      |
| Fatela                              | 38,66 | 26,77 | 20,82 | 6,69  | 3,35 | 1,49 | 1,12 | 0    | 0,74 | 0,37 | 273      |
| Fundão                              | 44,80 | 29,53 | 13,49 | 4,30  | 2,78 | 2,40 | 1,34 | 1,05 | 0,22 | 0,10 | 6 037    |
| Janeiro de Cima e Bogas de Baixo    | 58,43 | 27,45 | 5,88  | 5,10  | 1,18 | 0,39 | 0,39 | 1,18 | 0    | 0    | 259      |
| Lavacolhos                          | 42,59 | 36,11 | 8,33  | 4,63  | 5,56 | 0,93 | 1,85 | 0    | 0    | 0    | 113      |
| Orca                                | 53,58 | 24,92 | 9,35  | 6,23  | 3,12 | 0,93 | 0,93 | 0,62 | 0,31 | 0    | 328      |
| Pero Viseu                          | 45,17 | 19,00 | 22,12 | 4,36  | 4,36 | 2,49 | 1,25 | 0,93 | 0,31 | 0    | 326      |
| Póvoa de Atalaia e Atalaia do Campo | 57,85 | 19,92 | 8,62  | 4,60  | 2,68 | 1,53 | 1,34 | 2,30 | 0,96 | 0,19 | 535      |
| Silvares                            | 43,31 | 34,47 | 10,88 | 5,22  | 2,57 | 1,59 | 0,45 | 1,59 | 0    | 0,23 | 458      |
| Soalheira                           | 64,89 | 18,64 | 7,26  | 2,66  | 2,18 | 0,97 | 2,66 | 0,48 | 0,24 | 0    | 422      |
| Souto da Casa                       | 50,00 | 27,34 | 10,68 | 6,25  | 1,30 | 0,52 | 2,60 | 1,04 | 0,26 | 0    | 392      |
| Telhado                             | 40,71 | 22,44 | 13,46 | 10,26 | 5,77 | 2,88 | 0,96 | 2,24 | 1,28 | 0    | 320      |
| Três Povos                          | 51,24 | 22,77 | 9,65  | 5,45  | 4,70 | 1,24 | 1,73 | 2,48 | 0,25 | 0,50 | 415      |
| Vale de Prazeres e Mata da Rainha   | 51,42 | 28,23 | 11,38 | 4,81  | 1,75 | 0,22 | 0,88 | 0,88 | 0,44 | 0    | 466      |
| Fundão                              | 47,68 | 27,19 | 12,33 | 5,11  | 2,97 | 1,75 | 1,42 | 1,09 | 0,35 | 0,11 | 13 360   |

### Idanha-a-Nova
| Candidato               | Candidato                | Votos | %               |
| ----------------------- | ------------------------ | ----- | --------------- |
|                         | Marcelo Rebelo de Sousa  | 1 907 | 47,11 / 100,00  |
|                         | António Sampaio da Nóvoa | 1 051 | 25,96 / 100,00  |
|                         | Maria de Belém Roseira   | 362   | 8,94 / 100,00   |
|                         | Marisa Matias            | 344   | 8,50 / 100,00   |
|                         | Vitorino Silva           | 138   | 3,41 / 100,00   |
|                         | Edgar Silva              | 99    | 2,45 / 100,00   |
|                         | Paulo de Morais          | 52    | 1,28 / 100,00   |
|                         | Henrique Neto            | 46    | 1,14 / 100,00   |
|                         | Cândido Ferreira         | 25    | 0,62 / 100,00   |
|                         | Jorge Sequeira           | 24    | 0,59 / 100,00   |
| Votos Inválidos         | Votos Inválidos          | 105   | 2,53 / 100,00   |
| Total                   | Total                    | 4 153 | 100,00 / 100,00 |
| Eleitorado/Participação | Eleitorado/Participação  | 9 156 | 45,36 / 100,00  |

| Freguesia                           | %     | %     | %     | %     | %     | %    | %    | %    | %    | %    | Votantes |
| Freguesia                           | MRS   | ASN   | MBR   | MM    | VS    | ES   | PM   | HN   | CF   | JS   | Votantes |
| ----------------------------------- | ----- | ----- | ----- | ----- | ----- | ---- | ---- | ---- | ---- | ---- | -------- |
| Aldeia de Santa Margarida           | 35,77 | 27,01 | 5,84  | 14,60 | 11,68 | 0    | 3,65 | 1,46 | 0    | 0    | 140      |
| Idanha-a-Nova e Alcafozes           | 49,02 | 24,71 | 8,89  | 8,11  | 3,13  | 3,32 | 1,27 | 0,68 | 0,59 | 0,29 | 1 041    |
| Ladoeiro                            | 51,24 | 23,33 | 9,37  | 9,75  | 2,68  | 0,96 | 1,34 | 0,57 | 0,19 | 0,57 | 534      |
| Medelim                             | 49,61 | 27,13 | 7,75  | 10,85 | 1,55  | 1,55 | 0    | 0,78 | 0    | 0,78 | 136      |
| Monfortinho e Salvaterra do Extremo | 56,76 | 26,01 | 6,42  | 4,73  | 1,35  | 2,36 | 1,69 | 0,34 | 0,34 | 0    | 305      |
| Monsanto e Idanha-a-Velha           | 44,05 | 32,15 | 6,75  | 7,72  | 4,82  | 1,93 | 0    | 1,61 | 0,64 | 0,32 | 323      |
| Oledo                               | 39,62 | 29,56 | 8,81  | 6,29  | 6,29  | 3,77 | 2,52 | 2,52 | 0    | 0,63 | 166      |
| Penha Garcia                        | 46,51 | 25,00 | 11,56 | 7,26  | 1,88  | 1,34 | 1,61 | 2,69 | 1,08 | 1,08 | 385      |
| Proença-a-Velha                     | 52,69 | 16,13 | 7,53  | 7,53  | 4,30  | 5,38 | 2,15 | 1,08 | 1,08 | 2,15 | 94       |
| Rosmaninhal                         | 38,94 | 28,37 | 12,98 | 11,54 | 2,88  | 0,96 | 0,48 | 1,92 | 0,96 | 0,96 | 213      |
| São Miguel de Acha                  | 47,76 | 25,00 | 7,46  | 7,84  | 5,60  | 2,24 | 1,49 | 1,12 | 0,37 | 1,12 | 272      |
| Toulões                             | 37,50 | 28,33 | 14,17 | 8,33  | 2,50  | 4,17 | 1,67 | 1,67 | 1,67 | 0    | 122      |
| Zebreira e Segura                   | 44,12 | 27,45 | 8,82  | 9,56  | 2,45  | 3,92 | 0,74 | 0,74 | 1,23 | 0,98 | 422      |
| Idanha-a-Nova                       | 47,11 | 25,96 | 8,94  | 8,50  | 3,41  | 2,45 | 1,28 | 1,14 | 0,62 | 0,59 | 4 153    |

### Oleiros
| Candidato               | Candidato                | Votos | %               |
| ----------------------- | ------------------------ | ----- | --------------- |
|                         | Marcelo Rebelo de Sousa  | 2 089 | 71,91 / 100,00  |
|                         | António Sampaio da Nóvoa | 393   | 13,53 / 100,00  |
|                         | Marisa Matias            | 171   | 5,89 / 100,00   |
|                         | Maria de Belém Roseira   | 98    | 3,37 / 100,00   |
|                         | Vitorino Silva           | 61    | 2,10 / 100,00   |
|                         | Paulo de Morais          | 31    | 1,07 / 100,00   |
|                         | Henrique Neto            | 21    | 0,72 / 100,00   |
|                         | Edgar Silva              | 20    | 0,69 / 100,00   |
|                         | Cândido Ferreira         | 13    | 0,45 / 100,00   |
|                         | Jorge Sequeira           | 8     | 0,28 / 100,00   |
| Votos Inválidos         | Votos Inválidos          | 89    | 2,97 / 100,00   |
| Total                   | Total                    | 2 994 | 100,00 / 100,00 |
| Eleitorado/Participação | Eleitorado/Participação  | 5 240 | 57,14 / 100,00  |

| Freguesia                | %     | %     | %    | %    | %    | %    | %    | %    | %    | %    | Votantes |
| Freguesia                | MRS   | ASN   | MM   | MBR  | VS   | PM   | HN   | ES   | CF   | JS   | Votantes |
| ------------------------ | ----- | ----- | ---- | ---- | ---- | ---- | ---- | ---- | ---- | ---- | -------- |
| Álvaro                   | 87,85 | 4,67  | 2,80 | 0,93 | 1,87 | 0,93 | 0    | 0    | 0,93 | 0    | 112      |
| Cambas                   | 73,13 | 14,18 | 2,24 | 2,99 | 2,24 | 0    | 1,49 | 2,24 | 0,75 | 0,75 | 135      |
| Estreito - Vilar Barroco | 74,15 | 13,19 | 5,53 | 3,03 | 1,60 | 0,71 | 0,53 | 0,71 | 0,36 | 0,18 | 582      |
| Isna                     | 73,97 | 10,27 | 5,48 | 4,11 | 2,05 | 2,74 | 0,68 | 0,68 | 0    | 0    | 152      |
| Madeirã                  | 76,92 | 9,89  | 8,79 | 2,20 | 1,10 | 0    | 0    | 1,10 | 0    | 0    | 94       |
| Mosteiro                 | 74,73 | 11,54 | 3,30 | 3,85 | 2,75 | 0    | 1,65 | 0,55 | 1,10 | 0,55 | 185      |
| Oleiros - Amieira        | 71,30 | 13,56 | 6,78 | 3,18 | 2,09 | 1,42 | 0,67 | 0,50 | 0,25 | 0,25 | 1 228    |
| Orvalho                  | 52,71 | 26,36 | 6,20 | 7,75 | 1,55 | 1,16 | 1,16 | 1,55 | 1,16 | 0,39 | 265      |
| Sarnadas de São Simão    | 70,94 | 11,11 | 6,84 | 2,56 | 4,27 | 1,71 | 0,85 | 0    | 0,85 | 0,85 | 124      |
| Sobral                   | 84,21 | 6,14  | 6,14 | 0    | 3,51 | 0    | 0    | 0    | 0    | 0    | 117      |
| Oleiros                  | 71,91 | 13,53 | 5,89 | 3,37 | 2,10 | 1,07 | 0,72 | 0,69 | 0,45 | 0,28 | 2 994    |

### Penamacor
| Candidato               | Candidato                | Votos | %               |
| ----------------------- | ------------------------ | ----- | --------------- |
|                         | Marcelo Rebelo de Sousa  | 1 097 | 54,77 / 100,00  |
|                         | António Sampaio da Nóvoa | 423   | 21,12 / 100,00  |
|                         | Marisa Matias            | 183   | 9,14 / 100,00   |
|                         | Maria de Belém Roseira   | 164   | 8,19 / 100,00   |
|                         | Vitorino Silva           | 57    | 2,85 / 100,00   |
|                         | Paulo de Morais          | 28    | 1,40 / 100,00   |
|                         | Edgar Silva              | 22    | 1,10 / 100,00   |
|                         | Henrique Neto            | 21    | 1,05 / 100,00   |
|                         | Cândido Ferreira         | 5     | 0,25 / 100,00   |
|                         | Jorge Sequeira           | 3     | 0,15 / 100,00   |
| Votos Inválidos         | Votos Inválidos          | 51    | 2,48 / 100,00   |
| Total                   | Total                    | 2 054 | 100,00 / 100,00 |
| Eleitorado/Participação | Eleitorado/Participação  | 5 137 | 39,98 / 100,00  |

| Freguesia                                     | %     | %     | %     | %     | %    | %    | %    | %    | %    | %    | Votantes |
| Freguesia                                     | MRS   | ASN   | MM    | MBR   | VS   | PM   | ES   | HN   | CF   | JS   | Votantes |
| --------------------------------------------- | ----- | ----- | ----- | ----- | ---- | ---- | ---- | ---- | ---- | ---- | -------- |
| Aldeia do Bispo, Águas e Aldeia de João Pires | 56,61 | 21,90 | 7,02  | 4,13  | 4,55 | 0    | 4,13 | 1,24 | 0    | 0,41 | 247      |
| Aranhas                                       | 49,66 | 24,14 | 7,59  | 13,79 | 2,76 | 0,69 | 0    | 1,38 | 0    | 0    | 153      |
| Benquerença                                   | 50,73 | 22,44 | 7,80  | 9,76  | 2,44 | 3,41 | 0,98 | 1,46 | 0    | 0,98 | 209      |
| Meimão                                        | 49,65 | 20,28 | 7,69  | 14,69 | 4,20 | 0,70 | 0    | 2,10 | 0,70 | 0    | 146      |
| Meimoa                                        | 52,30 | 14,37 | 14,37 | 14,94 | 1,15 | 0,57 | 1,72 | 0,57 | 0    | 0    | 178      |
| Pedrógão de São Pedro e Bemposta              | 66,96 | 18,75 | 5,80  | 4,46  | 0,89 | 0,45 | 0    | 1,79 | 0,89 | 0    | 230      |
| Penamacor                                     | 57,17 | 21,50 | 9,50  | 5,83  | 3,00 | 1,83 | 0,67 | 0,50 | 0    | 0    | 614      |
| Salvador                                      | 38,24 | 22,06 | 16,91 | 8,82  | 5,88 | 3,68 | 2,21 | 0,74 | 1,47 | 0    | 140      |
| Vale da Senhora da Póvoa                      | 57,46 | 25,37 | 7,46  | 7,46  | 0,75 | 0,75 | 0    | 0,75 | 0    | 0    | 137      |
| Penamacor                                     | 54,77 | 21,12 | 9,14  | 8,19  | 2,85 | 1,40 | 1,10 | 1,05 | 0,25 | 0,15 | 2 054    |

### Proença-a-Nova
| Candidato               | Candidato                | Votos | %               |
| ----------------------- | ------------------------ | ----- | --------------- |
|                         | Marcelo Rebelo de Sousa  | 2 840 | 68,29 / 100,00  |
|                         | António Sampaio da Nóvoa | 647   | 15,56 / 100,00  |
|                         | Marisa Matias            | 307   | 7,38 / 100,00   |
|                         | Maria de Belém Roseira   | 158   | 3,80 / 100,00   |
|                         | Vitorino Silva           | 81    | 1,95 / 100,00   |
|                         | Paulo de Morais          | 48    | 1,15 / 100,00   |
|                         | Henrique Neto            | 30    | 0,72 / 100,00   |
|                         | Edgar Silva              | 26    | 0,63 / 100,00   |
|                         | Cândido Ferreira         | 13    | 0,31 / 100,00   |
|                         | Jorge Sequeira           | 9     | 0,22 / 100,00   |
| Votos Inválidos         | Votos Inválidos          | 122   | 2,85 / 100,00   |
| Total                   | Total                    | 4 281 | 100,00 / 100,00 |
| Eleitorado/Participação | Eleitorado/Participação  | 7 628 | 56,12 / 100,00  |

| Freguesia                          | %     | %     | %     | %    | %    | %    | %    | %    | %    | %    | Votantes |
| Freguesia                          | MRS   | ASN   | MM    | MBR  | VS   | PM   | HN   | ES   | CF   | JS   | Votantes |
| ---------------------------------- | ----- | ----- | ----- | ---- | ---- | ---- | ---- | ---- | ---- | ---- | -------- |
| Montes da Senhora                  | 68,63 | 15,13 | 7,28  | 2,80 | 1,12 | 2,52 | 1,12 | 0,84 | 0,28 | 0,28 | 367      |
| Proença-a-Nova e Peral             | 68,34 | 16,03 | 7,26  | 3,79 | 2,08 | 1,02 | 0,61 | 0,41 | 0,24 | 0,20 | 2 525    |
| São Pedro do Esteval               | 61,59 | 14,57 | 11,59 | 4,69 | 2,98 | 0,66 | 1,99 | 0,66 | 0,99 | 0,33 | 314      |
| Sobreira Formosa e Alvito da Beira | 69,97 | 14,87 | 6,48  | 3,91 | 1,62 | 1,14 | 0,48 | 1,05 | 0,29 | 0,19 | 1 075    |
| Proença-a-Nova                     | 68,29 | 15,56 | 7,38  | 3,80 | 1,95 | 1,15 | 0,72 | 0,63 | 0,31 | 0,22 | 4 281    |

### Sertã
| Candidato               | Candidato                | Votos  | %               |
| ----------------------- | ------------------------ | ------ | --------------- |
|                         | Marcelo Rebelo de Sousa  | 5 179  | 67,42 / 100,00  |
|                         | António Sampaio da Nóvoa | 1 100  | 14,32 / 100,00  |
|                         | Marisa Matias            | 582    | 7,58 / 100,00   |
|                         | Maria de Belém Roseira   | 306    | 3,98 / 100,00   |
|                         | Vitorino Silva           | 221    | 2,88 / 100,00   |
|                         | Paulo de Morais          | 109    | 1,42 / 100,00   |
|                         | Henrique Neto            | 79     | 1,03 / 100,00   |
|                         | Edgar Silva              | 48     | 0,62 / 100,00   |
|                         | Jorge Sequeira           | 32     | 0,42 / 100,00   |
|                         | Cândido Ferreira         | 26     | 0,34 / 100,00   |
| Votos Inválidos         | Votos Inválidos          | 287    | 3,60 / 100,00   |
| Total                   | Total                    | 7 969  | 100,00 / 100,00 |
| Eleitorado/Participação | Eleitorado/Participação  | 14 341 | 55,57 / 100,00  |

| Freguesia                                 | %     | %     | %     | %    | %    | %    | %    | %    | %    | %    | Votantes |
| Freguesia                                 | MRS   | ASN   | MM    | MBR  | VS   | PM   | HN   | ES   | JS   | CF   | Votantes |
| ----------------------------------------- | ----- | ----- | ----- | ---- | ---- | ---- | ---- | ---- | ---- | ---- | -------- |
| Cabeçudo                                  | 59,67 | 17,02 | 10,49 | 6,53 | 3,03 | 0,70 | 0,93 | 0,70 | 0,47 | 0,47 | 449      |
| Carvalhal                                 | 64,14 | 18,99 | 5,91  | 4,64 | 0,42 | 2,53 | 0,42 | 0,84 | 1,27 | 0,84 | 250      |
| Castelo                                   | 63,47 | 17,37 | 9,38  | 3,99 | 2,59 | 0,60 | 1,40 | 0,80 | 0,20 | 0,20 | 510      |
| Cernache do Bonjardim, Nesperal e Palhais | 65,72 | 14,38 | 8,73  | 3,67 | 3,73 | 1,11 | 0,87 | 0,76 | 0,41 | 0,64 | 1 788    |
| Cumeada e Marmeleiro                      | 77,81 | 8,88  | 5,48  | 3,92 | 1,83 | 0,26 | 0,52 | 0,26 | 1,04 | 0    | 397      |
| Ermida e Figueiredo                       | 82,54 | 6,75  | 3,57  | 2,38 | 1,19 | 0,79 | 1,19 | 1,19 | 0,40 | 0    | 261      |
| Pedrógão Pequeno                          | 66,58 | 10,97 | 9,92  | 6,01 | 2,61 | 1,57 | 0,52 | 1,31 | 0,52 | 0    | 393      |
| Sertã                                     | 65,78 | 15,83 | 7,08  | 3,76 | 3,38 | 1,81 | 1,23 | 0,44 | 0,41 | 0,27 | 3 039    |
| Troviscal                                 | 74,29 | 9,91  | 5,90  | 5,42 | 1,18 | 1,65 | 0,71 | 0,47 | 0    | 0,47 | 445      |
| Várzea dos Cavaleiros                     | 75,35 | 11,63 | 6,05  | 1,63 | 1,40 | 2,09 | 1,40 | 0,47 | 0    | 0    | 437      |
| Sertã                                     | 67,42 | 14,32 | 7,58  | 3,98 | 2,88 | 1,42 | 1,03 | 0,62 | 0,42 | 0,34 | 7 969    |

### Vila de Rei
| Candidato               | Candidato                | Votos | %               |
| ----------------------- | ------------------------ | ----- | --------------- |
|                         | Marcelo Rebelo de Sousa  | 1 370 | 74,82 / 100,00  |
|                         | António Sampaio da Nóvoa | 191   | 10,43 / 100,00  |
|                         | Marisa Matias            | 108   | 5,90 / 100,00   |
|                         | Vitorino Silva           | 62    | 3,39 / 100,00   |
|                         | Maria de Belém Roseira   | 45    | 2,46 / 100,00   |
|                         | Paulo de Morais          | 22    | 1,20 / 100,00   |
|                         | Henrique Neto            | 18    | 0,98 / 100,00   |
|                         | Edgar Silva              | 10    | 0,55 / 100,00   |
|                         | Cândido Ferreira         | 3     | 0,16 / 100,00   |
|                         | Jorge Sequeira           | 2     | 0,11 / 100,00   |
| Votos Inválidos         | Votos Inválidos          | 74    | 3,89 / 100,00   |
| Total                   | Total                    | 1 905 | 100,00 / 100,00 |
| Eleitorado/Participação | Eleitorado/Participação  | 2 834 | 67,22 / 100,00  |

| Freguesia        | %     | %     | %    | %    | %    | %    | %    | %    | %    | %    | Votantes |
| Freguesia        | MRS   | ASN   | MM   | VS   | MBR  | PM   | HN   | ES   | CF   | JS   | Votantes |
| ---------------- | ----- | ----- | ---- | ---- | ---- | ---- | ---- | ---- | ---- | ---- | -------- |
| Fundada          | 78,73 | 6,84  | 4,05 | 5,32 | 1,52 | 1,52 | 0,76 | 1,27 | 0    | 0    | 406      |
| São João do Peso | 81,01 | 8,86  | 5,06 | 1,27 | 1,27 | 1,27 | 0    | 1,27 | 0    | 0    | 81       |
| Vila de Rei      | 73,32 | 11,57 | 6,48 | 2,95 | 2,80 | 1,11 | 1,11 | 0,29 | 0,22 | 0,15 | 1 418    |
| Vila de Rei      | 74,82 | 10,43 | 5,90 | 3,39 | 2,46 | 1,20 | 0,98 | 0,55 | 0,16 | 0,11 | 1 905    |

### Vila Velha de Ródão
| Candidato               | Candidato                | Votos | %               |
| ----------------------- | ------------------------ | ----- | --------------- |
|                         | Marcelo Rebelo de Sousa  | 711   | 42,40 / 100,00  |
|                         | António Sampaio da Nóvoa | 574   | 34,23 / 100,00  |
|                         | Marisa Matias            | 177   | 10,55 / 100,00  |
|                         | Maria de Belém Roseira   | 103   | 6,14 / 100,00   |
|                         | Edgar Silva              | 56    | 3,34 / 100,00   |
|                         | Vitorino Silva           | 24    | 1,43 / 100,00   |
|                         | Paulo de Morais          | 14    | 0,83 / 100,00   |
|                         | Henrique Neto            | 12    | 0,72 / 100,00   |
|                         | Cândido Ferreira         | 3     | 0,18 / 100,00   |
|                         | Jorge Sequeira           | 3     | 0,18 / 100,00   |
| Votos Inválidos         | Votos Inválidos          | 42    | 2,44 / 100,00   |
| Total                   | Total                    | 1 719 | 100,00 / 100,00 |
| Eleitorado/Participação | Eleitorado/Participação  | 2 974 | 57,80 / 100,00  |

| Freguesia           | %     | %     | %     | %    | %    | %    | %    | %    | %    | %    | Votantes |
| Freguesia           | MRS   | ASN   | MM    | MBR  | ES   | VS   | PM   | HN   | CF   | JS   | Votantes |
| ------------------- | ----- | ----- | ----- | ---- | ---- | ---- | ---- | ---- | ---- | ---- | -------- |
| Fratel              | 35,99 | 42,56 | 11,42 | 4,15 | 3,46 | 0,35 | 1,38 | 0,35 | 0    | 0,35 | 294      |
| Perais              | 47,64 | 28,74 | 7,09  | 7,87 | 2,76 | 3,15 | 0,79 | 1,57 | 0,39 | 0    | 255      |
| Sarnadas de Ródão   | 50,18 | 28,73 | 10,18 | 6,55 | 2,55 | 0,73 | 0,73 | 0    | 0    | 0,36 | 285      |
| Vila Velha de Ródão | 40,51 | 34,81 | 11,41 | 6,17 | 3,73 | 1,51 | 0,70 | 0,81 | 0,23 | 0,12 | 885      |
| Vila Velha de Ródão | 42,40 | 34,23 | 10,55 | 6,14 | 3,34 | 1,43 | 0,83 | 0,72 | 0,18 | 0,18 | 1 719    |